# 欧特里伊萨尔
欧特里伊萨尔（法語：Autry-Issards，法語發音：[otʁi isaʁ]）是法国阿列省的一个市镇，位于该省中北部，属于穆兰区。

## 地理
欧特里伊萨尔（46°32'55"N, 3°8'8"E）面积19.45 平方千米，位于法国奥弗涅-罗讷-阿尔卑斯大区阿列省，该省份为法国中部省份，北起涅夫勒省、西北接谢尔省，西南至克勒兹省，南至多姆山省，东南临卢瓦尔省，东临索恩-卢瓦尔省。
与欧特里伊萨尔接壤的市镇（或旧市镇、城区）包括：波旁拉尔尚博、梅耶、圣默努、苏维尼。

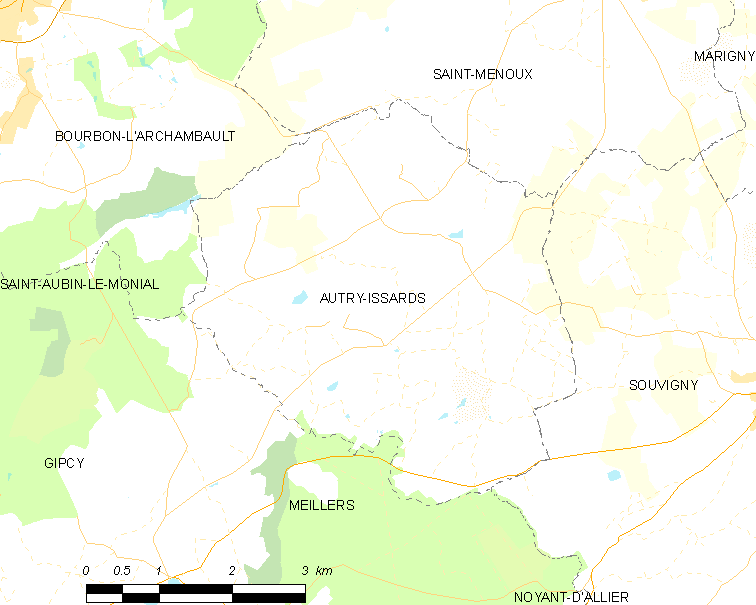
欧特里伊萨尔的OSM定位图

欧特里伊萨尔的时区为UTC+01:00、UTC+02:00（夏令时）。

## 行政
欧特里伊萨尔的邮政编码为03210，INSEE市镇编码为03012。

## 政治
欧特里伊萨尔所属的省级选区为苏维尼县。

## 人口

1962-2008年间欧特里伊萨尔人口变化图示

欧特里伊萨尔于2022年1月1日时的人口数量为309人。